# Discocalyx angustifolia
Discocalyx angustifolia är en viveväxtart som beskrevs av Carl Christian Mez. Discocalyx angustifolia ingår i släktet Discocalyx och familjen viveväxter. Inga underarter finns listade i Catalogue of Life.